# Orde de Montjoie
L'Orde de Montjoie, Orde de Monte Gaudio o Orde d'Alfambra va ésser un orde militar fundat en 1173-1174 a la Corona d'Aragó, que desaparegué en 1196, passant els seus cavallers a l'Orde de Monfragüe i al dels templers.

## Història
El comte lleonès Rodrigo Álvarez de Sarria, cavaller de l'Orde de Sant Jaume, i descontent amb la laxitud de la disciplina de l'orde—especialment pel fet que els seus membres poguessin casar-se—va demanar el permís per fundar un nou orde militar amb una regla més austera i rigorosa, que s'inspirarà en la dels cistercencs. El permís fou donat pel legat papal Jacint, i l'orde fou aprovat pel papa Alexandre III abans del 24 de desembre de 1173. El papa prohibí, però, que el nou orde acceptés membres que haguessin estat cavallers de Sant Jaume, ni que adquirís propietats que entressin amb disputa amb aquest orde. Malgrat alguna reticència de l'abat de Cîteaux, pel tarannà de Rodrigo Álvarez, es permeté l'ús de la regla cistercenca, que fou confirmada el desembre de 1175. L'orde militar, de tota manera, depenia directament de la Santa Seu. La situació jurídica era anòmala, ja que el lògic en un orde d'obediència cistercenca era assignar-ne el control a una abadia del Cister o a l'Orde de Calatrava, però possiblement per interessos de la corona, l'orde quedà sense aquest control mitjancer. La butlla papal confirmatòria de l'orde, en 1180, ja no fa referència al paper del Cister.
Així, Álvarez i alguns companys marxaren a terres de Terol, a la Corona d'Aragó, on fundaren l'orde cap al final de 1173 o començament de 1174. El juliol de 1174 obtingué la protecció d'Alfons el Cast, qui li donà el castell d'Alfambra, al nord de Terol, a canvi que l'orde s'encarregués de la defensa del sud de la corona enfront dels musulmans. L'orde, fins al 1180, no apareix amb un nom definit: Ayala considera convenient anomenar-la, en aquesta primera època, Orde d'Alfambra.
Álvarez adquirí possessions al Regne de Jerusalem, entre elles Montjoie o Monte Gaudio, turó des del qual els pelegrins albiraven per primer cop Jerusalem (per això fou anomenat mons gaudii o Mont de joie, "mont de joia"), que donà nom a l'orde. En 1176–1177 Rodrigo Álvarez va fer un pelegrinatge a Terra Santa, on rebé terres de Reginald de Châtillon que el rei Balduí IV de Jerusalem confirmà a condició que Rodrigo i els seus cavallers lluitessin contra els musulmans a Terra Santa. També rebé algunes concessions a Castella i Itàlia. En 1186 estigué a punt d'unir-se amb l'Orde del Temple. Els cavallers participaren en la batalla d'Hattin en 1187, on moriren tots.
L'orde no es va desenvolupar gaire ni a Aragó ni a Terra Santa. Les referències al nom d'Orde de Montegaudio comencen a ésser menys freqüents a partir de 1180, i gairebé desapareixen en 1188, essent substituït pel nom d'Orde d'Alfambra. Cap al 1186 va haver-hi un intent fallit d'unió amb l'Orde del Temple, que va comandar Pere de Ciliis.

### Conversió en Orde del Sant Redemptor
En 1188, sota els auspicis d'Alfons el Cast, es creà un nou orde: l'Orde del Sant Redemptor, resultat d'incorporar els frares d'Alfambra al nou hospital del Sant Redemptor que el rei havia fundat a Terol, hospital que estaria sota la regla i costums d'Alfambra. La unió afegí als objectius de l'orde d'Alfambra la redempció de captius i l'assistència a necessitats, carisma dels hospitalers de Terol. El nou orde rebé nombroses donacions reials.
En 1196, el descontentament amb el mestre general Fralmo de Lucca va provocar-ne una breu escissió de l'orde i la seva desaparició: substituït per Rodrigo González com a mestre, Fralmo tornà al mestratge anticanònicament i renuncià a la regla cistercenca, promovent la unió de l'orde amb els templers, que va tenir lloc el mateix 1196. Els partirdaris de González, en la seva majoria cavallers castellans i lleonesos, marxaren i formaren un nou orde, l'Orde de Monfragüe a Extremadura, on Alfons VIII de Castella els feu una concessió en 1196, també. En 1221 Ferran III de Castella va unir l'Orde de Monfragüe a l'Orde de Calatrava.

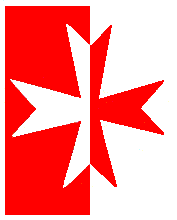
Blasó de l'orde
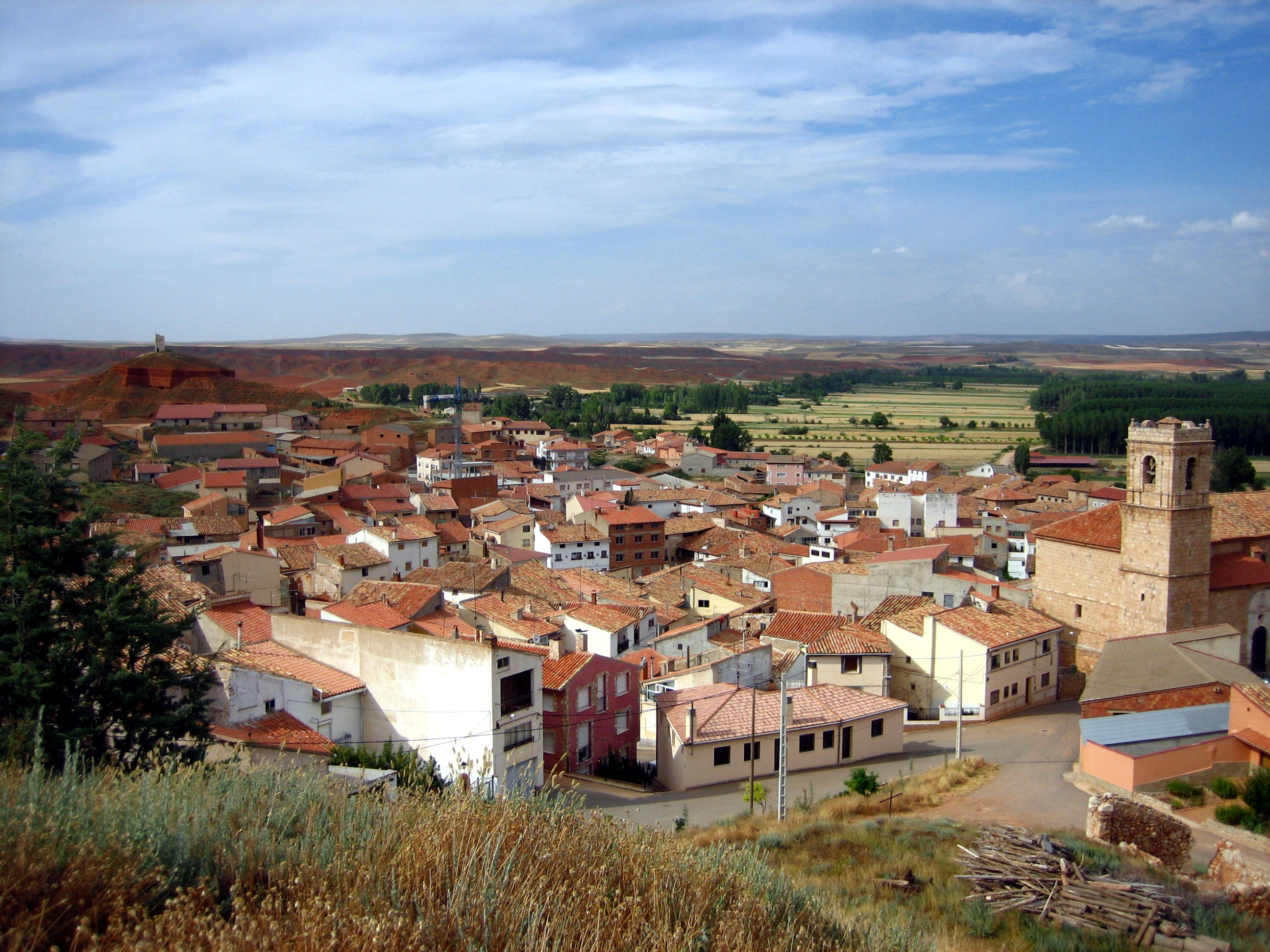
Alfambra (Terol), amb les ruïnes del primer castell de l'orde
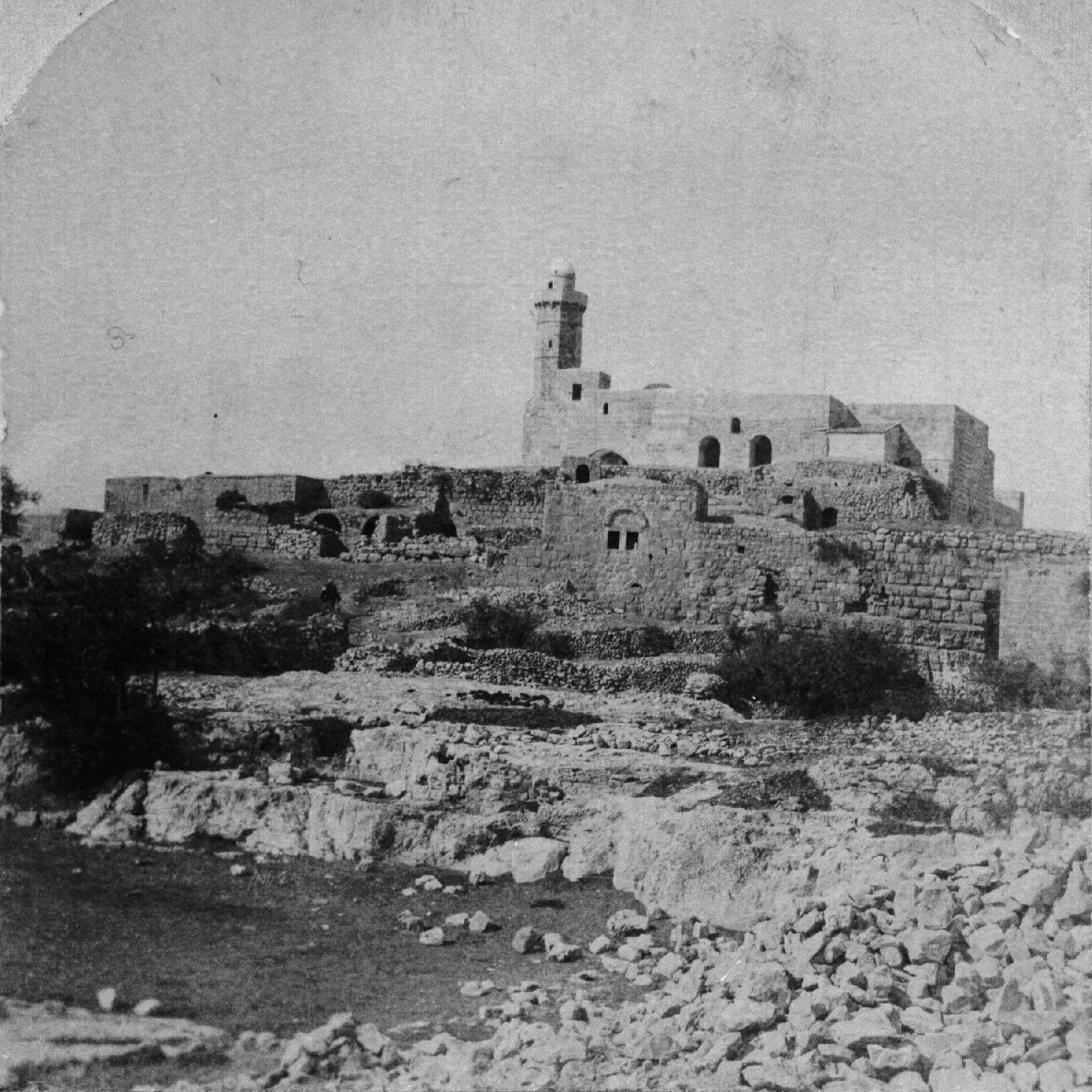
Complex de Montegaudio cap al 1900, prop de Jerusalem, casa que donà nom a l'orde